# فرودگاه بیانخانگار
فرودگاه بیانخانگار (به انگلیسی: Bayankhongor Airport) یک فرودگاه نظامی و غیرنظامی با کد یاتا BYN است که یک باند فرود آسفالت و بتن دارد و طول باند آن ۲۸۰۰ متر است. این فرودگاه در شهر بیانخانگار کشور مغولستان قرار دارد و در ارتفاع ۱۸۵۵ متری از سطح دریا واقع شده‌است.